# Tournoi de tennis des championnes (WTA 2023)
Le WTA Elite Trophy 2023 est le tournoi de tennis des championnes classé en catégorie Masters qui se déroule du 24 octobre au 29 octobre 2023 à Zhuhai. Il regroupe les douze joueuses du top 20 de la Race non qualifiées pour le Masters.

## Faits marquants

### Contexte
Après l'invasion de l'Ukraine par la Russie fin février 2022, les instances dirigeantes internationales du tennis autorisent les joueuses de Russie et de Biélorussie à participer aux tournois, mais pas sous le drapeau de leur pays, jusqu'à nouvel ordre.

### Forfaits
Joueuses qualifiées mais qui ont fait le choix de ne pas participer :
- María Sákkari
- Petra Kvitová
- Belinda Bencic
- Ekaterina Alexandrova
- Victoria Azarenka
- Elina Svitolina (en tant que remplaçante)

### Lauréates
La Brésilienne Beatriz Haddad Maia remporte le trophée en battant en finale la Chinoise Zheng Qinwen.
La paire Beatriz Haddad Maia / Veronika Kudermetova gagne le titre en double.

## Primes et points
| Tour                             | Prime                                | Points |
| -------------------------------- | ------------------------------------ | ------ |
| Pour la victoire en finale       | RR + 515 000 $                       | + 460  |
| Pour la victoire en demi-finale  | RR + 155 000 $                       | + 200  |
| Pour les demi-finalistes         | RR + 15 000 $                        | –      |
| Pour chaque match de poule gagné | 1er match 50 000 $ 2e match 40 000 $ | + 120  |
| Pour chaque match de poule perdu | –                                    | + 40   |
| Pour la première de la poule     | 69 500 $                             | –      |
| Pour la deuxième de la poule     | 32 000 $                             | –      |
| Pour chaque participante*        | 46 500 $                             | –      |
| Pour chaque remplaçante          | 10 000 $                             | –      |

| Tour                             | Prime*        | Points |
| -------------------------------- | ------------- | ------ |
| Pour la victoire en finale       | RR + 22 000 $ | –      |
| Finalistes                       | RR + 11 246 $ | –      |
| Pour chaque match de poule gagné | + 5 500 $     | –      |
| Pour chaque participante         | 17 080 $      | –      |

## Fonctionnement de l'épreuve
L'épreuve se dispute selon les modalités dites du « round robin ». Les douze joueuses du top 20 de la Race non qualifiées pour le Masters sont séparées en quatre groupes de trois. S'affrontant toutes entre elles, seules les premières de chacun des groupes sont qualifiées en demi-finale avant l'ultime confrontation pour le titre.
Le tournoi de double dames regroupe les six paires non qualifiées pour le Masters et se dispute également en « round robin ». Les six paires sont réparties en deux groupes de trois. S'affrontant toutes entre elles, seules les premières de chacun des deux groupes sont qualifiées pour se disputer le titre.

## Résultats en simple

### Participantes
| #     | Classement WTA Race | Joueuse              | Points | Résultat            |
| ----- | ------------------- | -------------------- | ------ | ------------------- |
| 1     | 10                  | Barbora Krejčíková   | 2775   | Poules (1V-1D)      |
| 2     | 11                  | Madison Keys         | 2737   | Poules (0V-2D)      |
| 3     | 13                  | Jeļena Ostapenko     | 2615   | Poules (1V-1D)      |
| 4     | 15                  | Liudmila Samsonova   | 2545   | Poules (1V-1D)      |
| 5     | 16                  | Veronika Kudermetova | 2460   | Poules (1V-1D)      |
| 6     | 17                  | Daria Kasatkina      | 2410   | Demi-Finale (2V-1D) |
| 7     | 18                  | Zheng Qinwen         | 2275   | Finale (3V-1D)      |
| 8     | 19                  | Beatriz Haddad Maia  | 2230   | Victoire (4V-0D)    |
| 9     | 20                  | Caroline Garcia      | 2035   | Poules (1V-1D)      |
| 10    | 23                  | Donna Vekić          | 1815   | Poules (0V-2D)      |
| 11    | 24                  | Magda Linette        | 1811   | Poules (0V-2D)      |
| 12/WC | 36                  | Zhu Lin              | 1272   | Demi-Finale (1V-2D) |

| Classement WTA Race | Joueuse            | Résultat |
| ------------------- | ------------------ | -------- |
| 26                  | Sorana Cîrstea     | -        |
| 27                  | Anastasia Potapova | -        |

### Groupe Azalée

#### Résultats
| Date            | Vainqueur          | Adversaire         | Score         | Durée      |
| --------------- | ------------------ | ------------------ | ------------- | ---------- |
| 24 octobre 2023 | Barbora Krejčíková | Magda Linette      | 6-2, 6-4      | 1 h 48 min |
| 25 octobre 2023 | Daria Kasatkina    | Barbora Krejčíková | 7-5, 1-6, 6-1 | 2 h 10 min |
| 26 octobre 2023 | Daria Kasatkina    | Magda Linette      | 6-3, 6-4      | 2 h 9 min  |

#### Classement
| Rang poule | Classement WTA Race | Joueuse            | Match(s) G-P | Set(s) G-P | Jeux G-P |
| ---------- | ------------------- | ------------------ | ------------ | ---------- | -------- |
| 1          | 17                  | Daria Kasatkina    | 2 - 0        | 4 - 1      | 26 - 19  |
| 2          | 10                  | Barbora Krejčíková | 1 - 1        | 3 - 2      | 24 - 20  |
| 3          | 24                  | Magda Linette      | 0 - 2        | 0 - 4      | 13 - 24  |

### Groupe Camélia

#### Résultats
| Date            | Vainqueur           | Adversaire      | Score     | Durée      |
| --------------- | ------------------- | --------------- | --------- | ---------- |
| 24 octobre 2023 | Beatriz Haddad Maia | Madison Keys    | 6-4, 6-4  | 1 h 39 min |
| 25 octobre 2023 | Caroline Garcia     | Madison Keys    | 6-3, 7-63 | 1 h 29 min |
| 27 octobre 2023 | Beatriz Haddad Maia | Caroline Garcia | 6-1, 7-64 | 1 h 37 min |

#### Classement
| Rang poule | Classement WTA Race | Joueuse             | Match(s) G-P | Set(s) G-P | Jeux G-P |
| ---------- | ------------------- | ------------------- | ------------ | ---------- | -------- |
| 1          | 19                  | Beatriz Haddad Maia | 2-0          | 4-0        | 25-15    |
| 2          | 20                  | Caroline Garcia     | 1-1          | 2-2        | 20-22    |
| 3          | 11                  | Madison Keys        | 0-2          | 0-4        | 17-25    |

### Groupe Orchidée

#### Résultats
| Date            | Vainqueur        | Adversaire       | Score          | Durée      |
| --------------- | ---------------- | ---------------- | -------------- | ---------- |
| 25 octobre 2023 | Zheng Qinwen     | Donna Vekić      | 6-4, 66-7, 6-4 | 2 h 53 min |
| 26 octobre 2023 | Jeļena Ostapenko | Donna Vekić      | 4-6, 6-4, 6-1  | 1 h 56 min |
| 27 octobre 2023 | Zheng Qinwen     | Jeļena Ostapenko | 6-4, 1-6, 6-2  | 2 h 0 min  |

#### Classement
| Rang poule | Classement WTA Race | Joueuse          | Match(s) G-P | Set(s) G-P | Jeux G-P |
| ---------- | ------------------- | ---------------- | ------------ | ---------- | -------- |
| 1          | 18                  | Zheng Qinwen     | 2-0          | 4-2        | 31-27    |
| 2          | 13                  | Jeļena Ostapenko | 1-1          | 3-3        | 28-24    |
| 3          | 23                  | Donna Vekić      | 0-2          | 2-4        | 26-34    |

### Groupe Rose

#### Résultats
| Date            | Vainqueur            | Adversaire           | Score         | Durée      |
| --------------- | -------------------- | -------------------- | ------------- | ---------- |
| 24 octobre 2023 | Zhu Lin              | Veronika Kudermetova | 7-65, 6-1     | 2 h 12 min |
| 26 octobre 2023 | Liudmila Samsonova   | Zhu Lin              | 2-6, 6-2, 6-1 | 1 h 59 min |
| 27 octobre 2023 | Veronika Kudermetova | Liudmila Samsonova   | 6-4, 3-6, 7-5 | 2 h 53 min |

#### Classement
| Rang poule | Classement WTA Race | Joueuse              | Match(s) G-P | Set(s) G-P | Jeux G-P |
| ---------- | ------------------- | -------------------- | ------------ | ---------- | -------- |
| 1          | 36                  | Zhu Lin              | 1-1          | 3-2        | 22-21    |
| 2          | 15                  | Liudmila Samsonova   | 1-1          | 3-3        | 29-25    |
| 3          | 16                  | Veronika Kudermetova | 1-1          | 2-3        | 23-28    |

### Tableau final
|  |                     |                 |            |            |                     |                 |            |              |            |        |        |        |
|  | 1/2 finale          | 1/2 finale      | 1/2 finale | 1/2 finale | 1/2 finale          |                 |            | Finale       | Finale     | Finale | Finale | Finale |
|  | 28 octobre 2023     | 28 octobre 2023 | 1 h 33 min | 1 h 33 min | 1 h 33 min          |                 |            |              |            |        |        |        |
|  | 28 octobre 2023     | 28 octobre 2023 | 1 h 33 min | 1 h 33 min | 1 h 33 min          |                 |            |              |            |        |        |        |
|  | Daria Kasatkina     | (6)             | 4          | 1          |                     |                 |            |              |            |        |        |        |
|  | Daria Kasatkina     | (6)             | 4          | 1          | 29 octobre 2023     | 29 octobre 2023 | 2 h 51 min | 2 h 51 min   | 2 h 51 min |        |        |        |
|  | Beatriz Haddad Maia | (8)             | 6          | 6          | 29 octobre 2023     | 29 octobre 2023 | 2 h 51 min | 2 h 51 min   | 2 h 51 min |        |        |        |
|  | Beatriz Haddad Maia | (8)             | 6          | 6          | Beatriz Haddad Maia | (8)             | 7          | 7            |            |        |        |        |
|  | 28 octobre 2023     | 28 octobre 2023 | 3 h 19 min | 3 h 19 min | 3 h 19 min          | (8)             | 7          | 7            |            |        |        |        |
|  | 28 octobre 2023     | 28 octobre 2023 | 3 h 19 min | 3 h 19 min | 3 h 19 min          |                 |            | Zheng Qinwen | (7)        | 611    | 64     |        |
|  | Zhu Lin             | (12)            | 5          | 6          | 1                   |                 |            | Zheng Qinwen | (7)        | 611    | 64     |        |
|  | Zhu Lin             | (12)            | 5          | 6          | 1                   |                 |            |              |            |        |        |        |
|  | Zheng Qinwen        | (7)             | 7          | 4          | 6                   |                 |            |              |            |        |        |        |
|  | Zheng Qinwen        | (7)             | 7          | 4          | 6                   |                 |            |              |            |        |        |        |

### Classement final
| Résultat       | Classement WTA Race | Joueuse              | Match(s) G-P | Set(s) G-P | Jeux G-P | Points gagnés | Nouveau rang |
| -------------- | ------------------- | -------------------- | ------------ | ---------- | -------- | ------------- | ------------ |
| Vainqueur      | 19                  | Beatriz Haddad Maia  | 4-0          | 8-0        | 51-32    | 700           |              |
| Finaliste      | 18                  | Zheng Qinwen         | 3-1          | 6-5        | 60-53    | 440           |              |
| Demi-finaliste | 17                  | Daria Kasatkina      | 2-1          | 4-3        | 31-31    | 240           |              |
| Demi-finaliste | 36                  | Zhu Lin              | 1-2          | 4-4        | 34-38    | 160           |              |
| Poule          | 10                  | Barbora Krejčíková   | 1-1          | 3-2        | 24-20    | 160           |              |
| Poule          | 13                  | Jeļena Ostapenko     | 1-1          | 3-3        | 28-24    | 160           |              |
| Poule          | 15                  | Liudmila Samsonova   | 1-1          | 3-3        | 29-25    | 160           |              |
| Poule          | 20                  | Caroline Garcia      | 1-1          | 2-2        | 20-22    | 160           |              |
| Poule          | 16                  | Veronika Kudermetova | 1-1          | 2-3        | 23-28    | 160           |              |
| Poule          | 23                  | Donna Vekić          | 0-2          | 2-4        | 26-34    | 80            |              |
| Poule          | 11                  | Madison Keys         | 0-2          | 0-4        | 17-25    | 80            |              |
| Poule          | 24                  | Magda Linette        | 0-2          | 0-4        | 13-24    | 80            |              |

## Résultats en double

### Participantes
| #    | Classement WTA Race | Équipe                                   | Résultat         |
| ---- | ------------------- | ---------------------------------------- | ---------------- |
| 1    | **                  | Beatriz Haddad Maia Veronika Kudermetova | Victoire (3V-0D) |
| 2    | 11                  | Miyu Kato Aldila Sutjiadi                | Finale (2V-1D)   |
| 3    | **                  | Ulrikke Eikeri Lyudmyla Kichenok         | Poules (0V-2D)   |
| 4    | 115                 | Oksana Kalashnikova Yana Sizikova        | Poules (0V-2D)   |
| 5/WC | **                  | Xu Yifan Wang Xiyu                       | Poules (1V-1D)   |
| 6/WC | **                  | Jiang Xinyu Tang Qianhui                 | Poules (1V-1D)   |

### Groupe Lys

#### Résultats
| Date            | Vainqueur                                | Adversaire                        | Score     | Durée      |
| --------------- | ---------------------------------------- | --------------------------------- | --------- | ---------- |
| 25 octobre 2023 | Beatriz Haddad Maia Veronika Kudermetova | Jiang Xinyu Tang Qianhui          | 6-3, 6-3  | 1 h 11 min |
| 26 octobre 2023 | Beatriz Haddad Maia Veronika Kudermetova | Oksana Kalashnikova Yana Sizikova | 6-0, 6-3  | 0 h 59 min |
| 28 octobre 2023 | Jiang Xinyu Tang Qianhui                 | Oksana Kalashnikova Yana Sizikova | 6-4, 7-64 | 1 h 26 min |

#### Classement
| Rang poule | Classement WTA Race | Joueuse                                  | Match(s) G-P | Set(s) G-P | Jeux G-P |
| ---------- | ------------------- | ---------------------------------------- | ------------ | ---------- | -------- |
| 1          | **                  | Beatriz Haddad Maia Veronika Kudermetova | 2-0          | 4-0        | 24-9     |
| 2          | **                  | Jiang Xinyu Tang Qianhui                 | 1-1          | 2-2        | 23-17    |
| 3          | 115                 | Oksana Kalashnikova Yana Sizikova        | 0-2          | 0-4        | 15-25    |

### Groupe Bougainvillier

#### Résultats
| Date            | Vainqueur                 | Adversaire                       | Score             | Durée      |
| --------------- | ------------------------- | -------------------------------- | ----------------- | ---------- |
| 24 octobre 2023 | Xu Yifan Wang Xiyu        | Ulrikke Eikeri Lyudmyla Kichenok | 6-3, 6-2          | 1 h 14 min |
| 27 octobre 2023 | Miyu Kato Aldila Sutjiadi | Ulrikke Eikeri Lyudmyla Kichenok | 6-3, 65-7, [10-6] | 1 h 44 min |
| 28 octobre 2023 | Miyu Kato Aldila Sutjiadi | Xu Yifan Wang Xiyu               | 4-6, 7-5, [12-10] | 1 h 44 min |

#### Classement
| Rang poule | Classement WTA Race | Joueuse                          | Match(s) G-P | Set(s) G-P | Jeux G-P |
| ---------- | ------------------- | -------------------------------- | ------------ | ---------- | -------- |
| 1          | 11                  | Miyu Kato Aldila Sutjiadi        | 2-0          | 4-2        | 25-21    |
| 2          | **                  | Xu Yifan Wang Xiyu               | 1-1          | 3-2        | 23-17    |
| 3          | **                  | Ulrikke Eikeri Lyudmyla Kichenok | 0-2          | 1-4        | 15-25    |

### Finale
|  |                                          |                 |            |            |            |
|  | Finale                                   |                 |            |            |            |
|  | 29 octobre 2023                          | 29 octobre 2023 | 1 h 12 min | 1 h 12 min | 1 h 12 min |
|  | 29 octobre 2023                          | 29 octobre 2023 | 1 h 12 min | 1 h 12 min | 1 h 12 min |
|  | Beatriz Haddad Maia Veronika Kudermetova |                 | 6          | 6          |            |
|  | Beatriz Haddad Maia Veronika Kudermetova |                 | 6          | 6          |            |
|  | Miyu Kato Aldila Sutjiadi                |                 | 3          | 3          |            |